# Аян-Юрях
Ая́н-Юря́х (у верхній течії — Аян-Петля) — річка в Магаданській області Росії, ліва притока Колими. Довжина річки 237 км, сточище 24 100 км². Середні витрати у верхів'ї 66 м³/с.
Аян-Юрях має витоки на схилах Халканського хребта, тече по Нерському плоскогір'ю. Живлення дощове й снігове. Замерзає наприкінці жовтня, скресає наприкінці травня. До гирла розповсюджується підпір Колимської ГЕС.
В басейні річки понад 1 000 озер загальною площею 79,6 км².